# William Pitt
William Pitt (n. 15 noiembrie 1708 – d. 11 mai 1778) a fost un politician britanic, prim ministru al Marii Britanii între  1766 și 1768, tatăl lui William Pitt cel Tânăr.
1. ↑  Питт Уильям Старший, Marea Enciclopedie Sovietică (1969–1978)[*]
2. 1 2 3 4 5 6 7 8  Kindred Britain
3. 1 2 3  The Peerage
4. ↑  Autoritatea BnF, accesat în 10 octombrie 2015
5. ↑  The History of Parliament